# لوئیس گارسیا (بازیکن فوتبال، زاده ۱۹۷۹)
لوئیس گارسیا (انگلیسی: Luis García؛ زادهٔ ۲۳ آوریل ۱۹۷۹) بازیکن فوتبال اهل اسپانیا است.
از باشگاه‌هایی که در آن بازی کرده‌است می‌توان به باشگاه فوتبال ختافه، باشگاه فوتبال رئال ساراگوسا، باشگاه فوتبال نومانسیا، باشگاه فوتبال اوئسکا، باشگاه فوتبال سلتاویگو، باشگاه ورزشی تنریف، باشگاه فوتبال خرز، و باشگاه فوتبال اتلتیکو مادرید بی اشاره کرد.